# کار کثیف – آلبوم
کار کثیف – آلبوم (به انگلیسی: Dirty Work – The Album) نخستین آلبوم استودیویی از خواننده-ترانه‌نویس اهل ایالات متحده آمریکا آستین ماهون است، که در ۱۸ اکتبر ۲۰۱۸ توسط یونیورسال میوزیک ژاپن منتشر شد. این آلبوم فقط در ژاپن منتشر شد.